# Luís Fernando Martinez
Luís Fernando Martinez (født 21. april 1980) er en brasiliansk fodboldspiller.